# Rotundon
Rotundon ist ein sauerstoffhaltiges bicyclisches Sesquiterpen-Keton aus der Familie der Guajane. Es ist ein wichtiger Aromastoff der Syrah-Rebsorte.

## Vorkommen

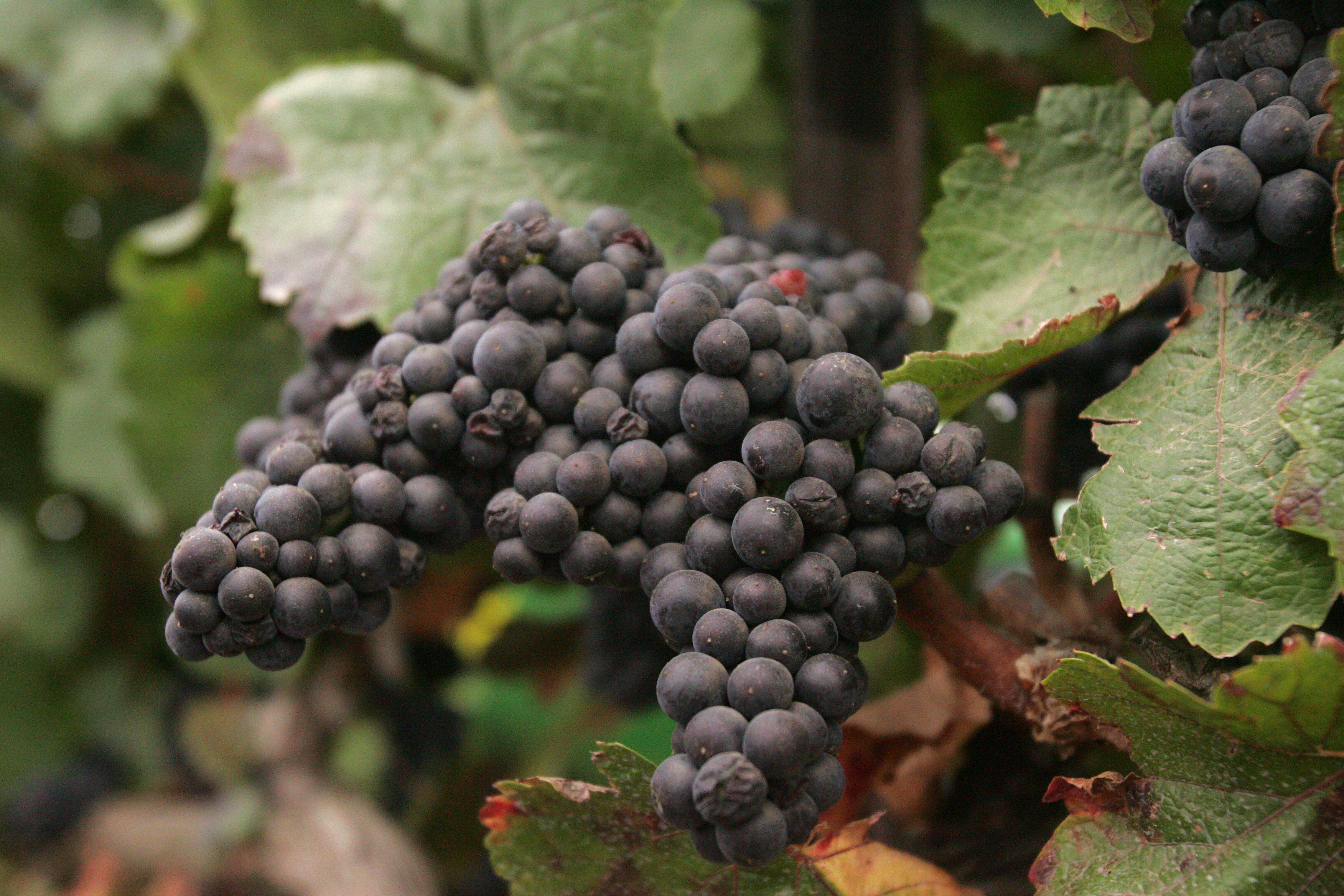
Syrah Trauben
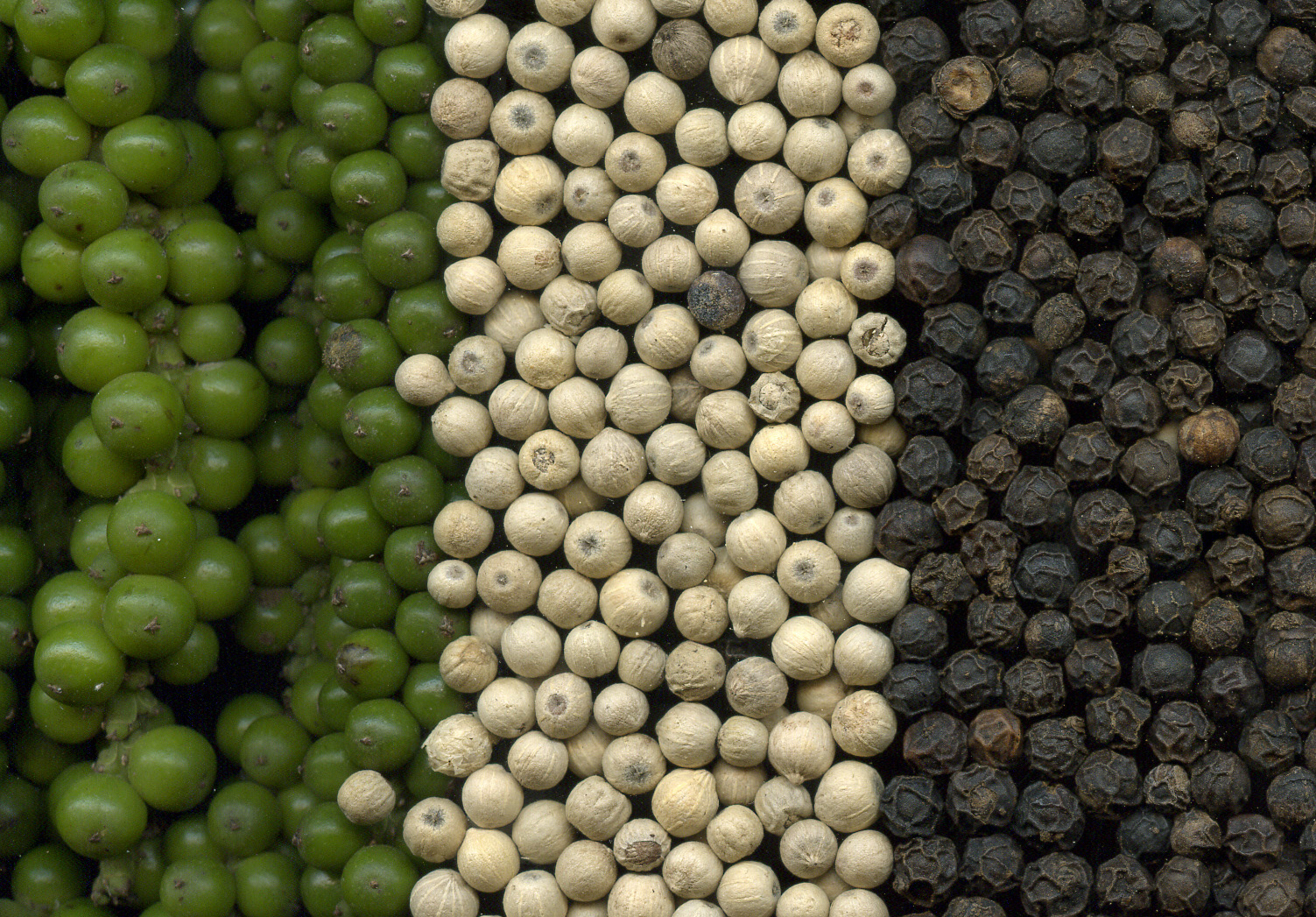
Pfeffer
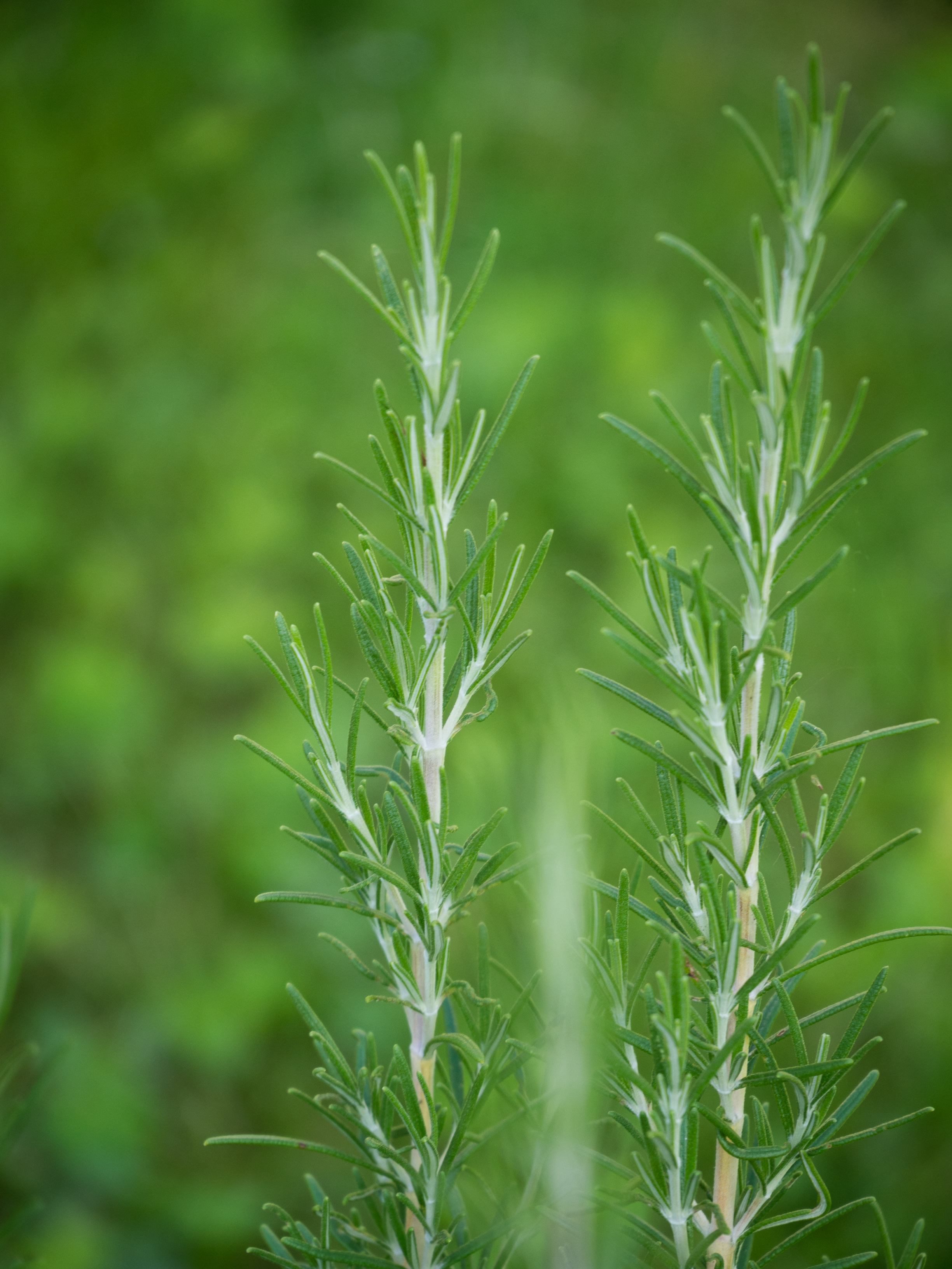
Rosmarin
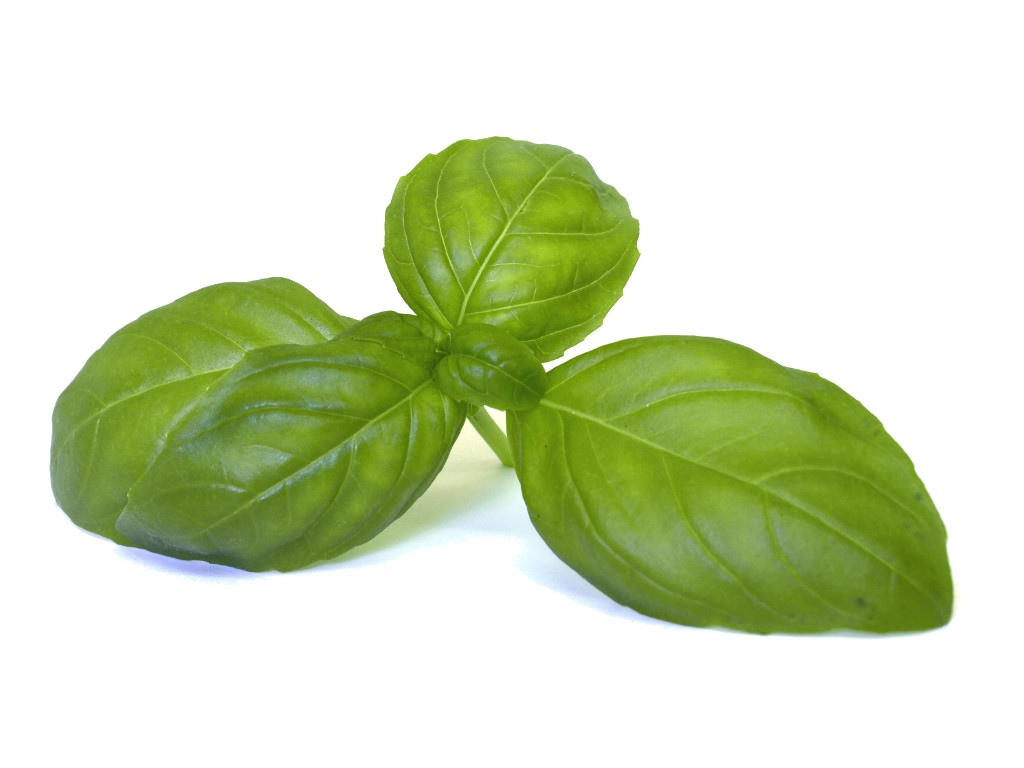
Basilikum
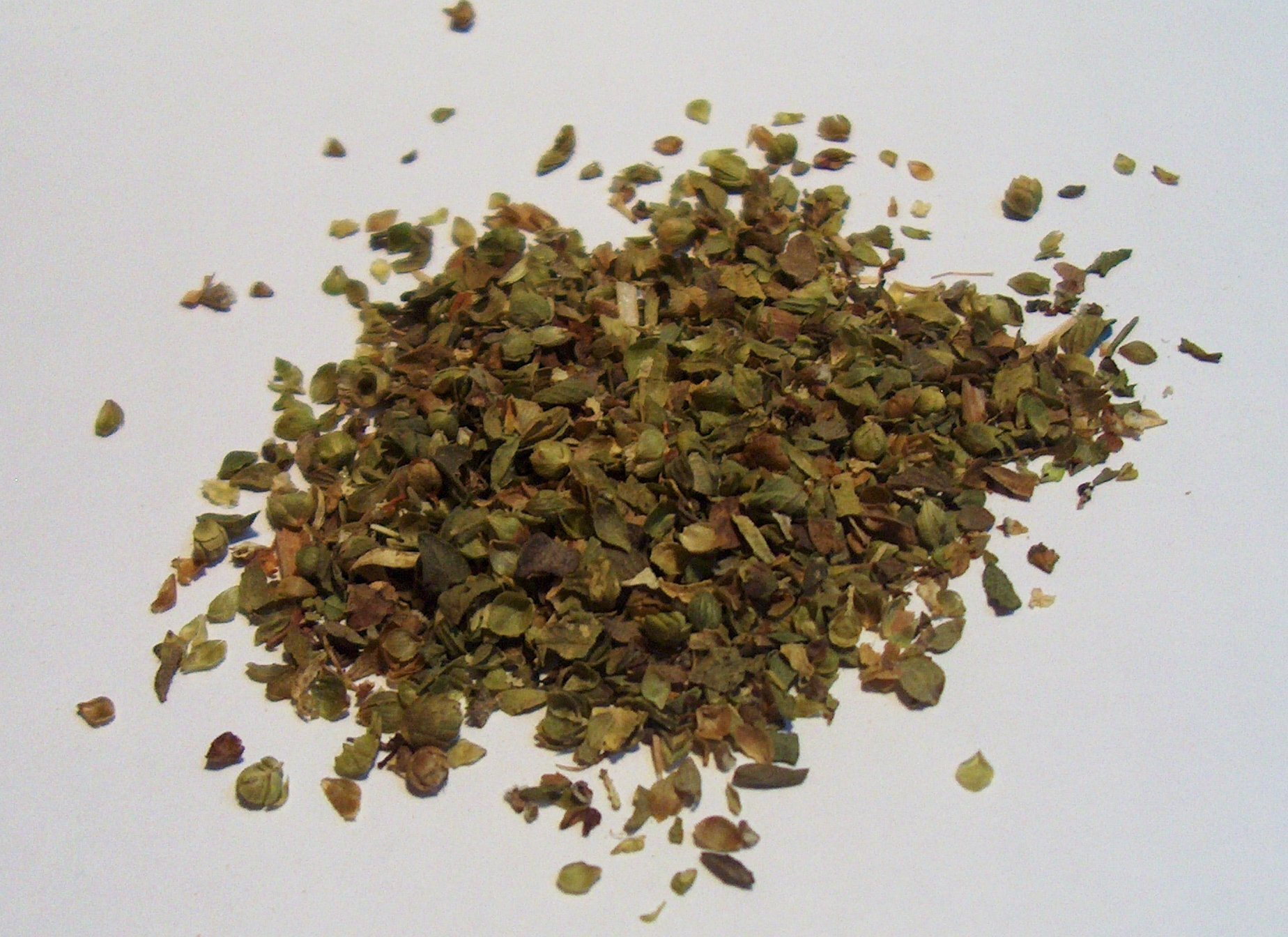
Oregano
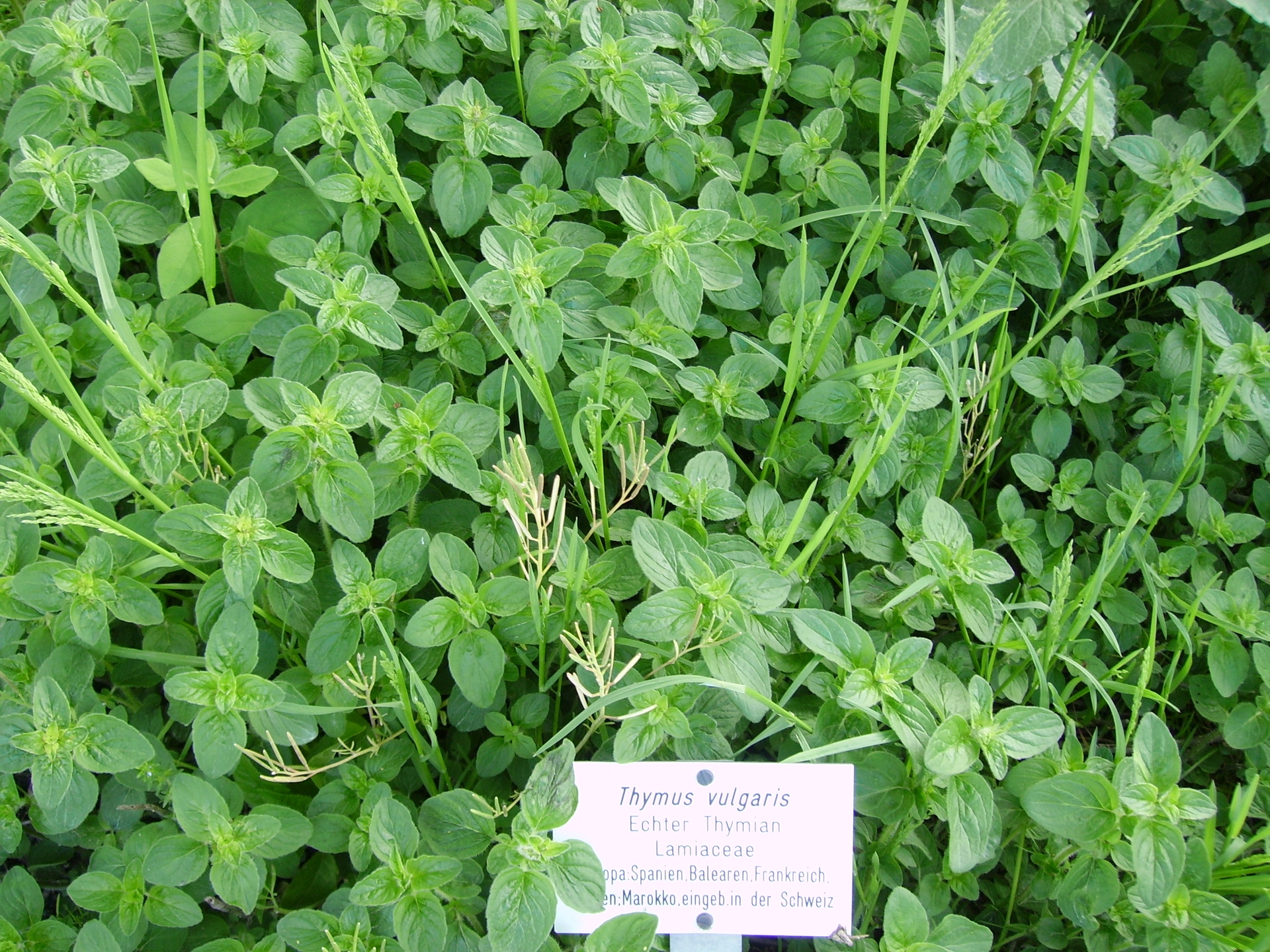
Thymian
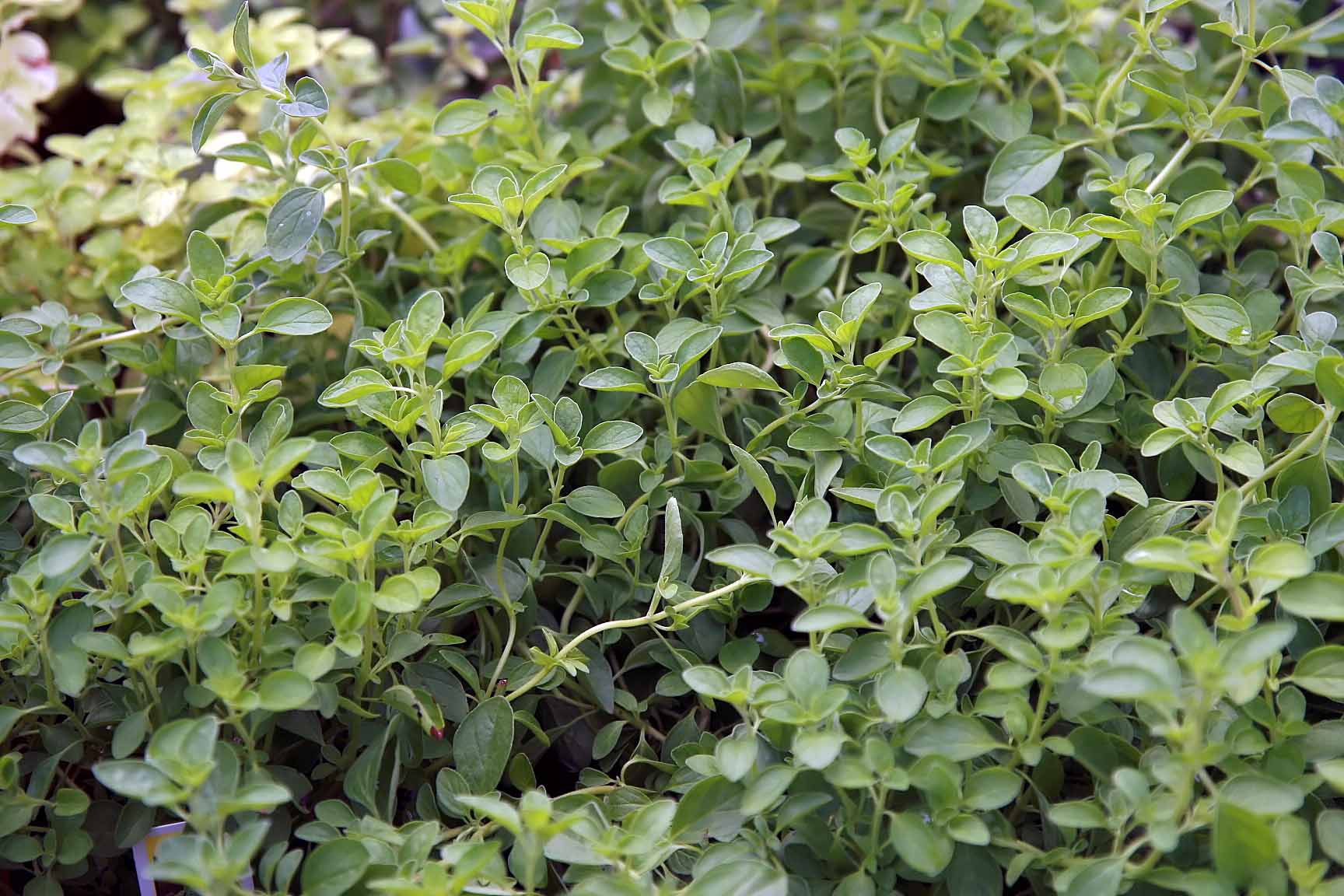
Majoran

Neben Wein kommt Rotundon auch als Aromastoff in Pfeffer vor. Weiter ist Rotundon die Schlüsselverbindung für das Aroma in schwarzem und weißem Pfeffer. Darüber hinaus ist Rotundon auch in den Gewürzen Basilikum, Thymian, Oregano, Rosmarin und Majoran enthalten.
| Rotundongehalt in verschiedenen Naturprodukten | Rotundongehalt in verschiedenen Naturprodukten | Rotundongehalt in verschiedenen Naturprodukten | Rotundongehalt in verschiedenen Naturprodukten |
| ---------------------------------------------- | ---------------------------------------------- | ---------------------------------------------- | ---------------------------------------------- |
| Weißer Pfeffer                                 | 2025 µg·kg−1                                   | Syrah-Trauben                                  | 0,62 µg·kg−1                                   |
| Schwarzer Pfeffer                              | 1200 µg·kg−1                                   | Majoran                                        | 208 µg·kg−1                                    |
| Wein (Shiraz)                                  | 0,15 µg·kg−1                                   | Oregano                                        | 1 µg·kg−1                                      |
| Geranien                                       | 25 µg·kg−1                                     | Atriplex cinerea                               | 37 µg·kg−1                                     |
| Knolliges Zypergras                            | 920 µg·kg−1                                    | Basilikum                                      | 4 µg·kg−1                                      |
| Rosmarin                                       | 86 µg·kg−1                                     | Thymian                                        | 5 µg·kg−1                                      |

## Eigenschaften
Die pfeffrige Note des Rotundon besitzt einen Geruchsschwellenwert von 16 ng·l−1 in Rotwein und 8 ng·l−1 in Wasser. Der Gehalt von Rotundon wird analytisch durch Gaschromatographie und Massenspektrometrie erfasst. In einigen Fällen wird dabei auch die Olfaktometrie angewendet.

## Synthese
Als Grundlage dient Guajacol, welches aus dem Öl des Guajakbaums gewonnen wird. Das Guajacol wird zunächst acetyliert. Im Anschluss daran wird eine Allyl-Oxidation vorgenommen. Zum Schluss wird das Rotundon durch Acetat-Pyrolyse gewonnen und kann dann durch eine Kolonnen-Chromatographie gereinigt werden.